# Potosi (Schiff)

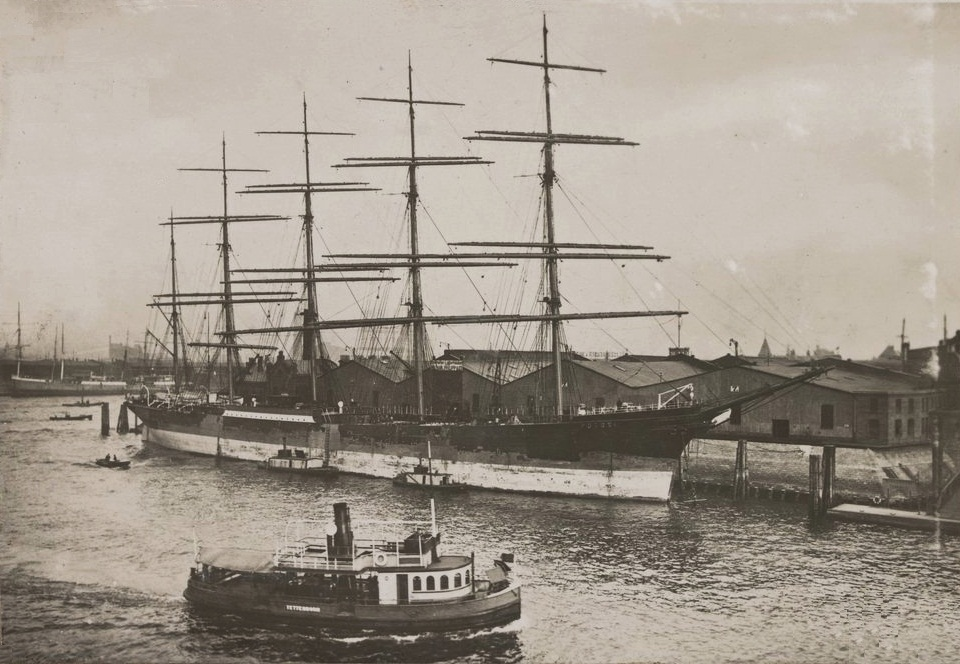
Fünfmastbark Potosi in einer Werft

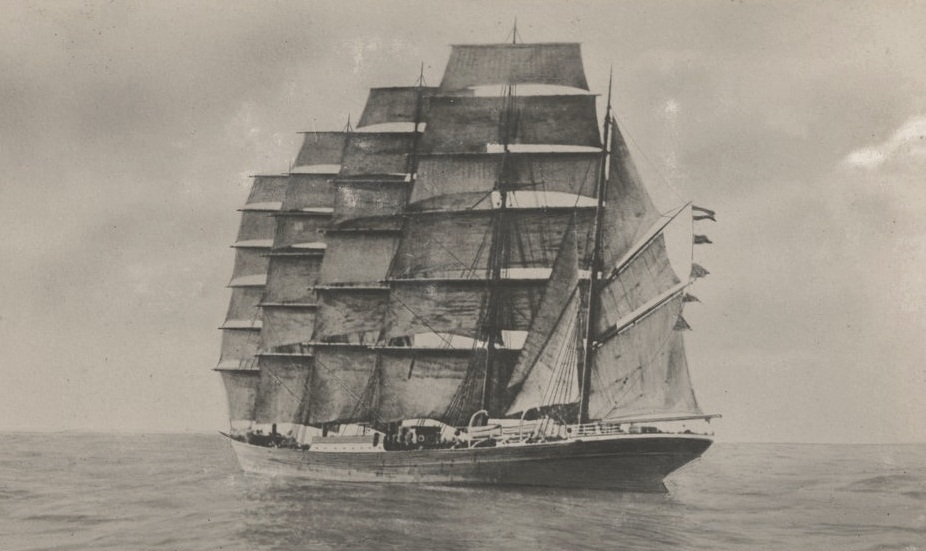
Potosi unter vollen Segeln

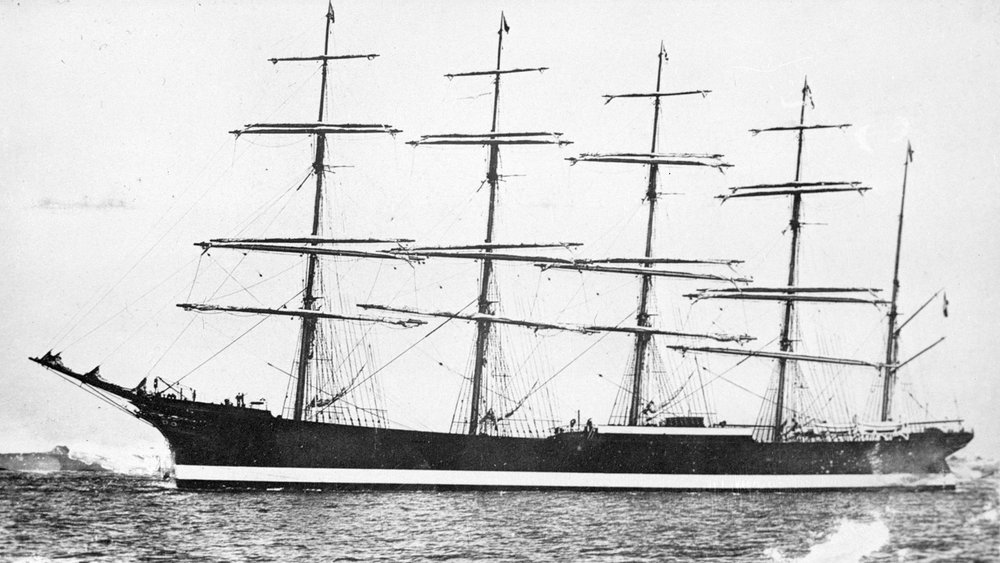
Potosi am 26. Juli 1895

Die bei der Tecklenborg-Werft in Bremerhaven gebaute Potosi war eine deutsche Fünfmastbark und bei ihrer Indienststellung 1895 – nach der France und dem Auxiliarsegler Maria Rickmers – das dritte Segelschiff mit dieser nur siebenmal gebauten Takelage. Später wurde sie unter chilenischer Flagge in Flora umbenannt. Sie war in den Jahren zwischen ihrer Indienststellung und der Fertigstellung des Fünfmast-Vollschiffs Preußen 1902 das größte Segelschiff der Welt.

## Beschreibung
Gemäß dem seit 1875 herrschenden Brauch der Reederei F. Laeisz erhielt das Schiff einen mit „P“ beginnenden Namen, in diesem Fall den der bolivianischen Bergwerksstadt Potosí, weshalb sie zu den Flying P-Liner gezählt wird. Sie war wie die anderen Großsegler der Reederei als modernes Dreiinselschiff und Frachtsegler konzipiert, mit 7,9 m langer Poop, 20,5 m langer Mittschiffsbrücke und 12,5 m langer Back. Unter dem Hauptdeck hatte das Schiff ein weiteres, längs durchgehendes Stahldeck. Da die Potosi von vornherein in der Salpeterfahrt von Chile nach Deutschland eingesetzt werden sollte, waren die Laderäume für die Aufnahme von Salpeter in Säcken eingerichtet. Der Rumpf war in der Laeisz-Tradition schwarz mit einem weißen Wasserpass und rot gestrichenen Unterwasserschiff. Sie war ein schnelles Schiff, das aber bei voller Beladung und starker Krängung viel Wasser übernahm. Wie alle Laeisz-Segler hatte das Schiff keinen Hilfsantrieb und wurde aus Sicherheitsgründen bei Ankunft in Cuxhaven mit Schlepper-Assistenz flussaufwärts bis zum Hafen Hamburg gebracht.

## Reisen
Erster Schiffsführer der Potosi war Robert Hilgendorf, der mit seinen Erfahrungen als Segelschiffs-Kapitän schon beim Bau wesentlich zur Schiffskonstruktion beitrug. Er erreichte danach auch mehrere Fahrten-Rekorde mit diesem Schiff, darunter ein bis heute von Windjammern unübertroffenes Etmal von 376 Seemeilen (das entspricht einer Durchschnittsgeschwindigkeit von rechnerisch 15,7 Knoten, was insofern ungenau ist, weil ins Etmal nicht zwangsläufig der tatsächlich gefahrene, sondern der kürzeste Weg zwischen den beiden Mittagspositionen eingeht und darüber hinaus auch eine eventuelle Zeitverschiebung zu berücksichtigen wäre). Insgesamt absolvierte das große Schiff 27 Rundreisen unter fünf Kapitänen, darunter 1903–1909 auch Hinrich Nissen, bis zur Internierung am 23. September 1914 in Valparaíso, Chile. Noch während der Internierungszeit 1914–1920 wurde sie 1917 an die Bremer Reederei F. A. Vinnen verkauft und 1920 als Reparationszahlung nach Frankreich ausgeliefert. Von dort wurde sie nach Buenos Aires (Argentinien), kurze Zeit später nach Chile an die Reederei González, Soffia & Cía. in Valparaíso verkauft. In Flora umbenannt, machte sie unter dem ehemaligen Laeisz-Kapitän August Oetzmann mit einer Ladung Salpeter noch eine Fahrt zum ehemaligen Heimathafen Hamburg.
Von dort segelte sie 1925 über Cardiff mit Übernahme einer Ladung Presskohle nach Mejillones (Chile) zurück. Später geriet diese Ladung vor der patagonischen Küste in Brand, der schließlich auf das ganze Schiff übergriff. Gewisse Umstände des Brandhergangs und der Löschversuche gaben damals Anlass, eine Brandstiftung zu vermuten. Nach Aufgrundsetzen und einer gewaltigen Explosion, die beide Stahldecks aufriss und das komplette Rigg bis auf den Fockmast wegsprengte, brannte das Schiff tagelang auf dem Strand. Nach späterem Wiederaufschwimmen und führerlosem Abtreiben, was dort für etliche Aufregung sorgte, wurde das ausgebrannte Wrack Tage später wiedergefunden und vor Comodoro Rivadavia vom argentinischen Kreuzer Patria auf 46° S 66° W versenkt.

## Benennung der Masten
- Fockmast, Großmast, Mittelmast, Kreuzmast, Besanmast (deutsche Standardbenennung)
- Fockmast, Großmast, Mittelmast, Achtermast (auch Laeisz-Mast), Besanmast (Laeisz-Benennung)
- foremast, mainmast, middlemast, mizzenmast (aftermast, Laeisz mast), spankermast (engl. übersetzt)
- fore, main, mizzen, jigger, spanker (engl. Standardbenennung)

## Schiffsdaten
- Konstruktion: Stahl-Rumpf (Bau-Nr. 133) als Dreiinselschiff; Masten (Untermasten u. Marsstenge ein Stück) aus Stahl; Bramstengen, Royalrahen aus Holz
- Rigg: Standardrigg Fünfmastbark mit doppelten Mars-, Bramrahen sowie Royals; Besanmast als Pfahlmast mit zwei Gaffeln (Holz)
- Anzahl der Decks: zwei durchgehende Stahldecks, partielles Deck (Stahl/Holz) als Brückendeck, dazu Poop und Back; oberstes Deck mit Teakholz beplankt
- Mastfolge: s. o.
- Bauwerft: Joh. C. Tecklenborg AG, Geestemünde (Bremerhaven)
- Konstrukteur: Georg Wilhelm Claussen
- Stapellauf: 8. Juni 1895
- Jungfernfahrt: 26. Juli 1895 nach Iquique, Chile
- Unterscheidungssignal: RKGB; als Flora: QEPD
- Reederei: F. Laeisz, Hamburg
- weitere Reedereien: 1917 F. A. Vinnen, Bremen; 1920 Regierung von Argentinien; 1923 González, Soffia & Cía., Valparaíso
- weitere Namen: Flora (1923)
- Heimathafen: Hamburg; 1917 Bremen; 1920 Buenos Aires, 1923 Valparaíso
- Galionsfigur: ja, Figur eines Berggeistes, nach anderer Quelle die eines griech. Flussgottes
- Länge über alles (Lüa): 132,89 m
- Länge Galion-Heck (Rumpflänge): 122,42 m
- Länge an Deck (LaD): 117,3 m
- Länge in der KWL (LWL): 112,2 m
- Länge zwischen den Loten (LzL, LPp): 110,34 m
- Breite: 15,15 m
- Raumtiefe: 8,65 m (Schiffsinnenmaß)
- Seitenhöhe: 9,19 m
- Tiefgang: 7,77 m
- Vermessung: 4.026 BRT (Bruttoregistertonnen) / 3.858 NRT (Nettoregistertonnen)
- Verdrängung: 8.580 t (Schiffsmasse inkl. Ladung)
- Ladekapazität/Tragfähigkeit: 6.300 tons / 6.400 t (1 ton = 1,016 t)
- Segelfläche: 5.250 m² (39 Segel: 24 Rah-, 4 Vor-, 8 Stagsegel (zw. den Masten), 2 Besane + Besantoppsegel)
- Masthöhe: 64,3 m (Unterkante Kiel-Flaggenknopf)
- Hilfsantrieb: keiner
- Baukosten: M 695.000,00
- Klassifikation: Lloyd’s / Bureau Véritas +100A
- Erster Schiffsführer: Kapitän Robert Hilgendorf (8 Rundreisen)
- weitere Kapitäne: Georg Schlüter (2), Hinrich Nissen (10), Johann Frömke (3), Robert Miethe (4); August Oetzmann (Flora)
- Schiffsbesatzung: 40–44 Mann
- Höchstgeschwindigkeit: 19 kn
- Bestes Etmal: 378 sm (1900, unter Kapitän Hilgendorf)

## Sonstiges

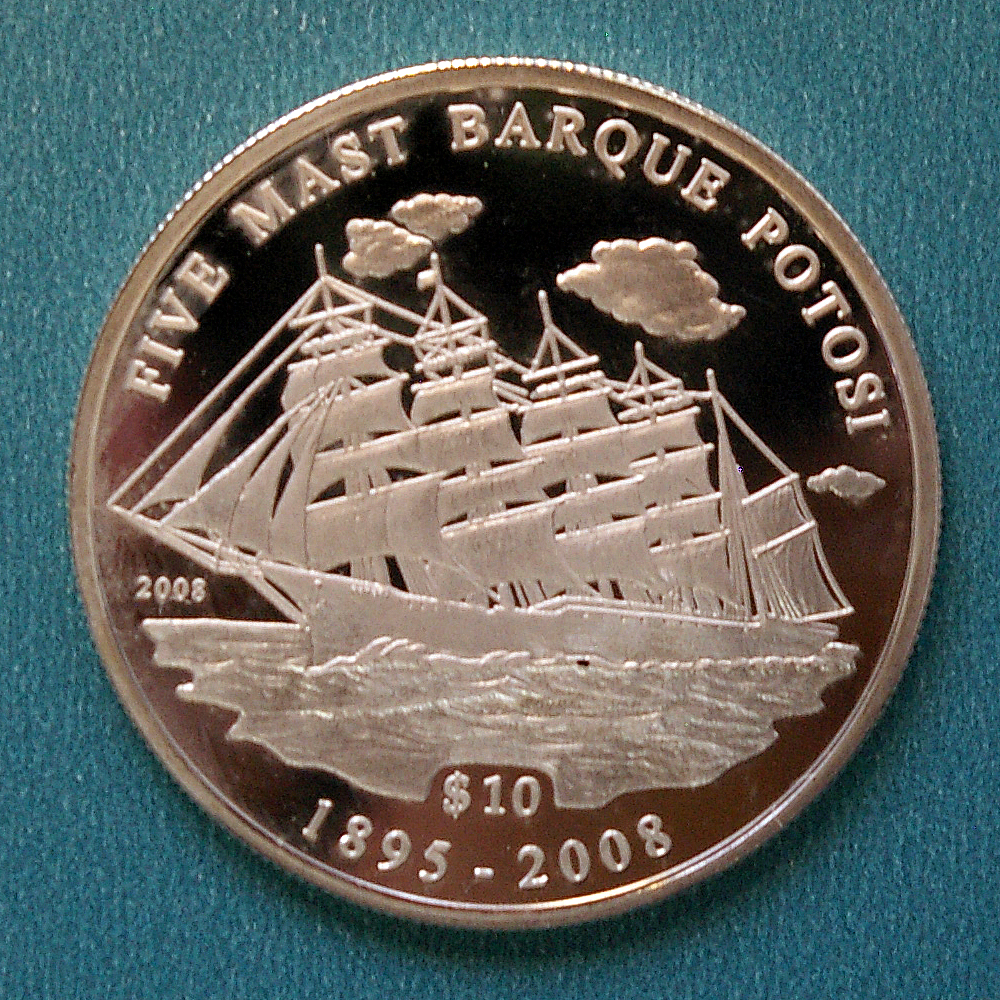
Silbermünze Namibia 10 Dollar 2008 Fünfmastbark Potosi

Die Republik Namibia ehrte die Potosi mit einer 2008 erschienenen Silbermünze im Nennwert von 10 N$, die das Schiff unter vollen Segeln zeigt.